# 彦根市荒神山公園

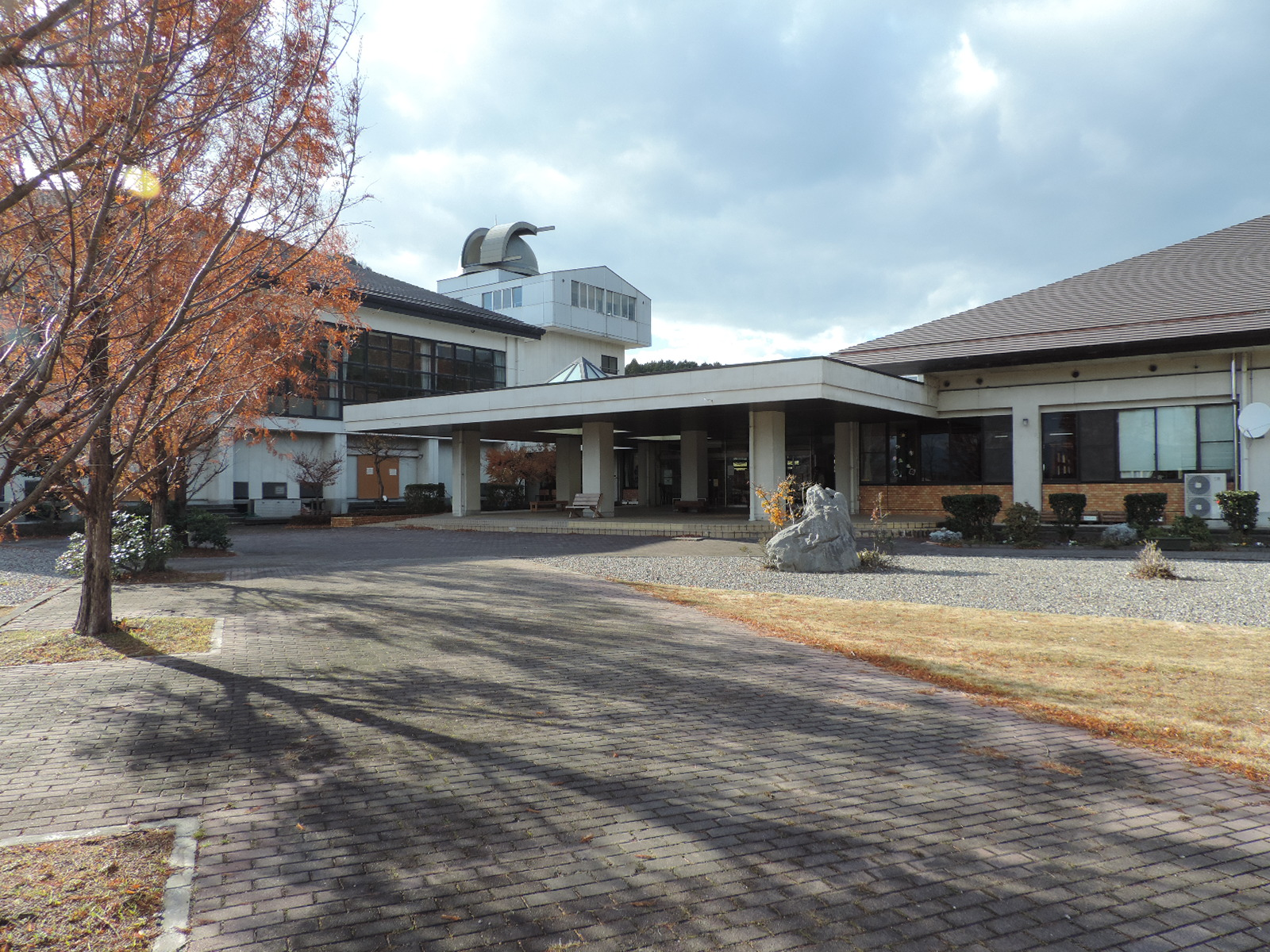
公園内部に位置する彦根市子どもセンター

彦根市荒神山公園（ひこねしこうじんやまこうえん）は、滋賀県彦根市にある都市公園（総合公園）である。埋立地跡に造られた野球場・テニスコート・グラウンドゴルフ場などを完備する巨大な公園である。敷地内には彦根市子供センターがある。

## 設備
- 野球場

収容人数：400人
両翼：91.5m
中堅：116m
- テニスコート

ゴムチップ：4面 （軟式・硬式 対応）
アスファルト：1面 （車椅子専用）
- グラウンドゴルフ場

コース：4コース
- 多目的広場 （サッカーグラウンド）
- 巨大遊具・大砂場
- 野外ステージ

## 周辺
1976年（昭和51年）には青少年育成を目的に滋賀県が「荒神山自然の家」を設置し、2011年度（平成23年度）に彦根市に移管されたが、2025年度（令和7年度）末で閉館となる予定である。